# Forêt ancienne du Lac-Preston
Pour les articles homonymes, voir Preston.
La forêt ancienne du Lac-Preston est un écosystème forestier exceptionnel comportant deux zones forestières à la limite sud de la réserve faunique de Papineau-Labelle, dans la municipalité de Duhamel, dans la région administrative des Laurentides, au Québec, au Canada.
Cette forêt est située entre le lac Preston et le lac Marie-Lefranc au sud de la municipalité de La Minerve de la MRC de Les Laurentides.

## Géographie
Cette forêt est située à 16 km au sud du village de La Minerve, à 50 km à l'ouest de Mont-Tremblant, à 11,7 km au nord du lac Simon (Papineau), 32,0 km au nord de Montebello et 56 km au nord-est de l'embouchure de la rivière Gatineau à Gatineau.
Cette forêt est divisée en deux territoires dont :
- le premier couvre la rive est du lac Preston et
- le second couvre la rive ouest du lac Marie-Lefranc (altitude : 250 m), soit la partie nord de la baie Gibraltar qui est localisée au sud-ouest du lac et s'étend vers le sud.

Les deux zones de cette forêt ancienne sont distancées de 1,5 km. La zone près du lac Marie-LeFranc comporte une importante montagne dont la falaise du côté fait face à la baie Gibraltar. Elle comporte deux lacs dont le lac des Crêpes.

## Caractéristiques de la forêt ancienne
Cette zone forestière de la réserve faunique de Papineau-Labelle est protégée sous l'égide du Ministère des Ressources naturelles du Québec, afin de sauvegarder un patrimoine forestier ayant été peu affecté par des perturbations naturelles sévères (feux, épidémies d’insectes et vents violents), ni par les concessions de coupes forestières depuis les débuts de la colonisation française. Cette forêt comporte des érablières, des tilleuls, des hêtres, ainsi qu'une prucheraie à bouleau jaune.
Ce patrimoine forestier d'environ 300 ha a évolué naturellement avec une diversité des essences forestières et les peuplements dominés par la pruche peu communs au Québec. La taille remarquable atteinte par certains arbres distingue cette forêt. Les érablières et les prucheraies se régénèrent dans les petites trouées du couvert forestier car les arbres morts récemment sont comblés par les arbres plus jeunes du sous-étage. Cette dynamique de régénération de la forêt défavorise les essences d'arbres ayant besoin de beaucoup de lumière pour leur développement, tels les peupliers et les pins.
Cette forêt comporte des chicots de 110 cm de diamètre, des débris ligneux au sol de 100 cm. Un bouleau jaune âgé de plus de 420 ans a été répertorié. Cette forêt ancienne du Lac-Preston est une composante du sous-domaine bioclimatique de l’érablière à bouleau jaune de l’ouest. Les essences feuillues et certaines essences de conifères prédominent dans cette entité écologique, tels la pruche ou le thuya occidental, associées surtout à la zone de forêt feuillue.
Dans cette forêt, le relief de collines et de montagnes comporte des dépôts meubles minces à très minces sur le sol laissant par endroits à découvert la roche mère, surtout dans les pentes fortes et sur les sommets. L’érablière à tilleul et à hêtre s'acclimate aux sols profonds ou moyennement profonds, à drainage bon ou moyen, sauf dans les pentes accentuées. Sur les sols moins bien drainés, le bouleau jaune accroit progressivement sa quote-part du peuplement, au détriment surtout du tilleul et du hêtre.
Les peuplements dominés ou codominés par la pruche de l’Est occupent une part significative des sols très minces où la roche mère affleure, notamment dans les pentes très fortes et sur certains terrains très rocheux façonnés par des éboulis. Les superficies des zones de prucheraies pures sont plutôt réduites, au sein de peuplements complexes de plusieurs autres essences.
Les trois espèces dominantes partagent le territoire avec plusieurs autres essences, notamment dans les zones :
- sèches ou moyennement humides, avec l’ostryer de Virginie, l’épinette rouge, le pin blanc, le thuya occidental et le noyer cendré ;
- plus humides, avec le sapin baumier, le frêne noir et, à l’occasion l’orme d’Amérique.

Ces essences d'arbres sont considérées tolérantes ou moyennement tolérantes à l’ombre. Plusieurs troncs d'arbres dépassent la hauteur de 30 m. Certaines tiges d'essences diverses ont mis une centaine d'années pour atteindre 80 cm en diamètre à hauteur de poitrine.